# Donauföderation
Als Donauföderation bzw. Donaukonföderation werden politische Bündniskonzepte zwischen Donauanrainerstaaten bezeichnet. Ursprünglich bildete der mit dem Ende des Ersten Weltkrieges 1918 aufgelöste Vielvölkerstaat der kaiserlich-königlichen Monarchie Österreich-Ungarn unter der Herrschaft der österreichischen Habsburger eine grobe, zumindest geographische Grundlage für spätere Ideen und Pläne unterschiedlicher Art, ein solches oder ähnliches Staatenbündnis neu zu beleben.
Bereits 1855 wurde in britischen und amerikanischen Medien die Möglichkeit einer Zerschlagung der Dominanz Österreich-Ungarns und des Osmanischen Reiches auf dem Balkan und die anschließende Gründung eines föderalistischen Pufferstaates als Gegengewicht vor allem zum Russischen Reich diskutiert. Damals gab v. a. die kürzlich erlangte Unabhängigkeit Serbiens und Montenegros Anlass zu solchen Gedankenspielen. So sah der entsprechende Entwurf beispielsweise Belgrad als Hauptstadt des neuen „Donaustaates“ vor.
Der bekannteste Entwurf einer Donauföderation war ein politisches Konzept, das im Verlauf des Zweiten Weltkrieges (1939–1945) von Otto von Habsburg und dem britischen Premierminister Winston Churchill für die Neuaufteilung des zentralen Mittel- bzw. Südosteuropa nach dem Krieg entwickelt worden war. Es berücksichtigte insbesondere die Interessen der 1918 gestürzten österreichischen Habsburger auf teilweise Wiederherstellung ihres Einflusses bis zum Ersten Weltkrieg.

## Plan zur Wiederherstellung der Monarchie in Mitteleuropa

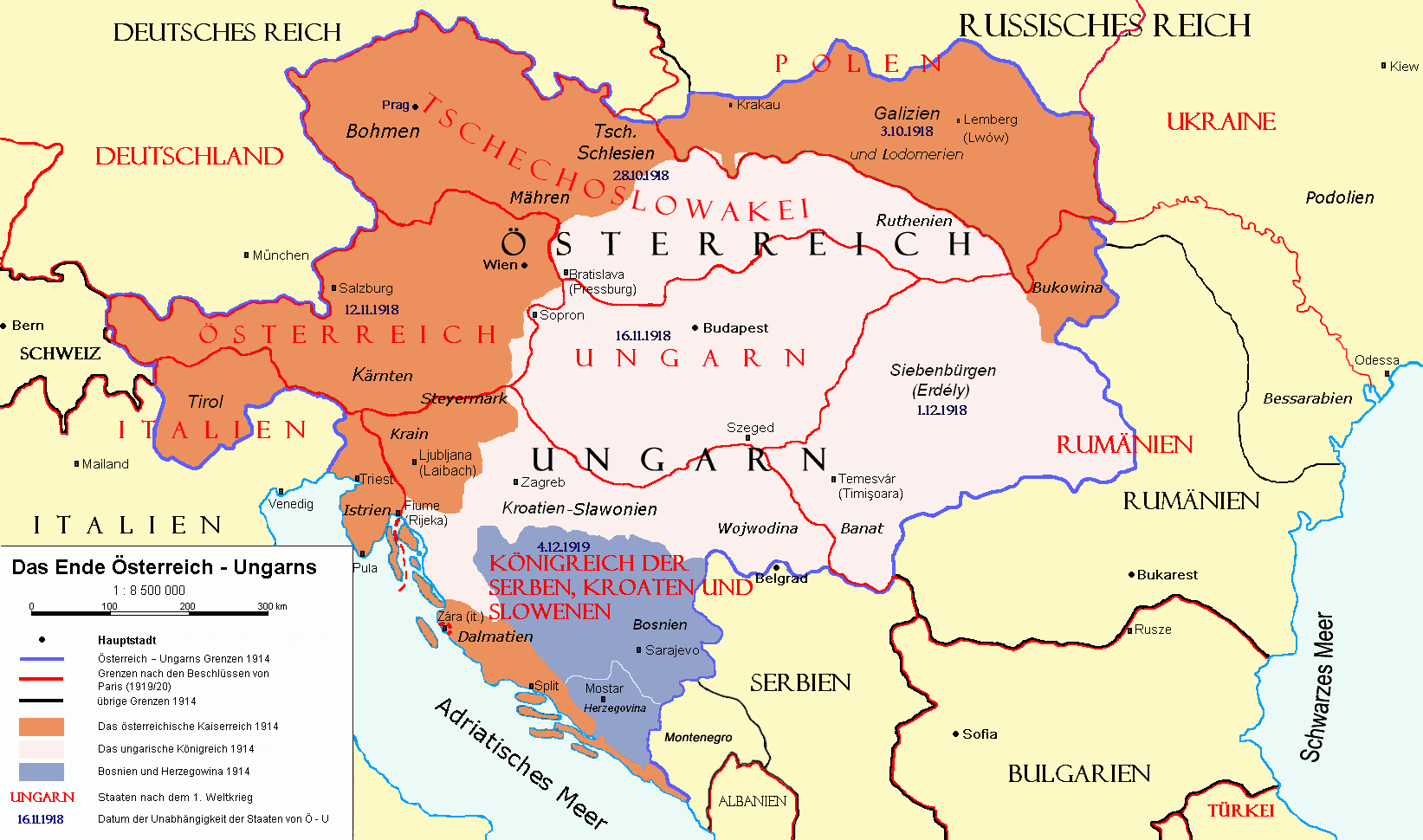
Österreich-Ungarns Auflösung nach dem Ersten Weltkrieg

Das Konzept sah die Spaltung Deutschlands in kleinstaatliche Monarchien und die Wiederherstellung des Österreichischen Kaisertums auf dem Staatsgebiet von Österreich, Ungarn und der Tschechoslowakei vor. Auch eine Eingliederung von Kroatien, Südtirol, Friaul, Istrien und Slowenien wurde überdacht, jedoch wäre dies aufgrund der Notwendigkeit einer Annexion dieser Gebiete unwahrscheinlich gewesen. Der geplante Staat sollte somit keine Wiederherstellung des bis 1918 existierenden Österreich-Ungarn im direkten Sinne, sondern basierend auf dem Völkermanifest Karls I. und den Reformvorschlägen Aurel Popovicis als Föderation gegründet werden. Aus der Vermischung der Begriffe Donauraum und Föderation bildete sich der im Grunde irrtümliche Begriff „Donauföderation“.
Ferner stand das Konzept im weiteren Zusammenhang mit den nie ausgeführten Plänen einer Balkaninvasion der Westalliierten im Zweiten Weltkrieg.
Die süddeutschen Länder Bayern, Baden und Württemberg sowie Hohenzollern-Sigmaringen – ebenfalls als Monarchien wiederhergestellt – sollten im Süddeutschen Bund vereinigt werden, der schlicht eine auf Süddeutschland beschränkte Variante des historischen Deutschen Bundes darstellen sollte. Das resultierende neue Kaiserreich Österreich sollte nach dem geschichtlichen Vorbild Schutzmacht der süddeutschen Staaten, jedoch abweichend davon nicht wie ehedem (bis 1866/1867) Mitglied des Bundes werden. Eine Zoll- und Währungsunion des Bundes untereinander und mit Österreich sollte die Kleinstaaten vor dem wirtschaftlichen Verfall bewahren.
Dieses Konzept scheiterte jedoch an der Ablehnung durch Franklin D. Roosevelt und Josef Stalin auf der Teheran-Konferenz vom 28. November bis 1. Dezember 1943, da es deren Interessen nicht gerecht werden konnte.

### Die vorgesehene Rolle des Staates in der Nachkriegsordnung
Der primäre Grund für die Wiederherstellung des Kaiserreich Österreich liegt in der Theorie des Mächtegleichgewichts auf dem europäischen Kontinent. Winston Churchill glaubte an die Notwendigkeit einer Großmacht in Mitteleuropa, um den Einfluss der Sowjetunion auf dem Balkan und im Deutschen Reich zu begrenzen. Aufgrund der vorangegangenen Annexionen Österreichs und der Tschechoslowakei durch das nationalsozialistische Deutsche Reich sollte dem neuen Staat der Opferstatus gewährt, und er ähnlich wie Frankreich als Siegermacht anerkannt werden.

### Norddeutschland und Mitteleuropa
Während die süddeutschen Länder in den Süddeutschen Bund integriert werden sollten, beinhaltete das Konzept keine detaillierten Informationen über den Verbleib Norddeutschlands. Man geht jedoch davon aus, dass – eventuell mit Ausnahme von Preußen und Hannover – den übrigen Kleinstaaten der Eintritt in den Süddeutschen Bund gestattet worden wäre. Speziell der Status Preußens wäre fraglich gewesen, da der Staat im realen Geschichtsverlauf 1947 aufgelöst wurde.
Es gab jedoch Gedankengänge, auch Preußen – beschränkt auf seine östlichen Provinzen – und Schleswig-Holstein wiederherzustellen, ihm den Eintritt in eine Union mit den übrigen deutschen Staaten zu verbieten und Polen ohne Danzig und das Wartheland in die Sowjetunion zu integrieren. In diesem Falle gleicht das Vorgehen einer Revision der politischen Verhältnisse in Mitteleuropa vor 1866, die sich ebenfalls mit dem Theorem des Mächtegleichgewichts erklären ließ.
Durch den Übergang der Gebiete östlich der Oder-Neiße-Grenze in die Volksrepublik Polen, die Teilung Deutschlands in vier Besatzungszonen und die Erklärung der Unabhängigkeit Österreichs unter alliierter Kontrolle im Sommer 1945 wurde der Plan einer Donauföderation endgültig Geschichte.

## Weitere Konzepte einer Donauföderation in anderem historischem Kontext
In den ersten Monaten nach der Novemberrevolution von 1918/19 strebte der erste Ministerpräsident und Außenminister des Freistaates Bayern, Kurt Eisner (USPD), nach dem Sturz der Wittelsbacher-Monarchie eine Donauföderation zwischen Bayern, der neu gegründeten Tschechoslowakei und anderen Staaten an. Sein Ziel dabei war, eine Eigenständigkeit Bayerns, das zu diesem Zeitpunkt zwischen einer parlamentarischen Demokratie und einer sozialistischen Räterepublik stand, gegenüber dem Deutschen Reich zu behaupten. Dort zeichnete sich spätestens nach der Niederschlagung des Spartakusaufstandes im Januar 1919 die Entwicklung zur parlamentarischen Weimarer Republik ab.
Um die Möglichkeiten einer entsprechenden Föderation auszuloten, nahm Eisner Kontakt zur Regierung der Tschechoslowakischen Republik auf. Allerdings konnte Eisner seinen Plan nicht gegen die zunächst provisorische SPD-Reichsregierung, bzw. nach den Wahlen zur ersten Nationalversammlung ab 11. Februar 1919 gegen die Weimarer Koalition aus SPD, Zentrum und DDP durchsetzen, zumal auch in der bayerischen provisorischen Regierung aus USPD und SPD uneinheitliche Positionen vertreten wurden.
Nachdem Kurt Eisner am 21. Februar 1919 von einem rechtsnationalistischen Attentäter ermordet worden war, mündete die Entwicklung in Bayern wenige Wochen später in die kurzlebige Münchner Räterepublik. In ihr wurden neue Pläne einer revolutionären Donauföderation, unter anderem mit der zu dem Zeitpunkt kommunistischen Räterepublik Ungarn unter Béla Kun, wieder aufgegriffen. Dabei erwog man auch, anders als unter der Ministerpräsidentschaft Eisners, eine radikale Loslösung Bayerns im Sinn einer staatlichen Unabhängigkeit vom Deutschen Reich. Aber auch diese Pläne zerschlugen sich schnell – spätestens, nachdem die Münchner Räterepublik am 2. Mai 1919 von rechtsnationalen Freikorps und Reichswehrverbänden blutig niedergeschlagen worden war.